# Kansas Raiders
Kansas Raiders (Brasil: Cavaleiros da Bandeira Negra ) é um filme estadunidense de 1950, do gênero faroeste, dirigido por Ray Enright e estrelado por Audie Murphy e Brian Donlevy.
Tendo encarnado Billy the Kid em The Kid From Texas, agora Murphy é Jesse James neste filme sem maiores preocupações com a verdade histórica. Por sua vez, depois de Sierra, Tony Curtis aparece novamente junto de Murphy, como um dos irmãos Dalton.
Famoso pelo desconforto em cenas românticas, Murphy pela primeira vez beija nas telas -- a felizarda foi Marguerite Chapman, que interpreta a companheira do celerado William Clarke Quantrill.

## Sinopse
Os irmãos Jesse e Frank James, além de Cole e James Younger e ainda Kit Dalton, juntam-se ao bando de Quantrill, um confederado que após a Guerra de Secessão dedica-se a saquear e matar civis, pretensamente em nome da causa. Quando percebe que todos não passam de simples bandidos, Jesse tenta ir embora, mas é convencido a ficar por Kate, a amante de Quantrill. Entre um ataque e outro, os passos da quadrilha são descobertos pelos soldados ianques, que se aprontam para desbaratá-la.

## Elenco
| Ator/Atriz         | Personagem        |
| ------------------ | ----------------- |
| Audie Murphy       | Jesse James       |
| Brian Donlevy      | Coronel Quantrill |
| Marguerite Chapman | Kate Clarke       |
| Scott Brady        | Bill Anderson     |
| Tony Curtis        | Kit Dalton        |
| Richard Arlen      | Capitão Ianque    |
| Richard Long       | Frank James       |
| James Best         | Cole Younger      |
| Dewey Martin       | James Younger     |
| George Chandler    | Willie            |
| Richard Egan       | Tenente           |